# Bořek Dočkal
Bořek Dočkal (* 30. September 1988 in Městec Králové) ist ein ehemaliger tschechischer Fußballspieler, der bis 2022 für Sparta Prag spielte. 

## Vereinskarriere
Dočkal begann mit dem Fußballspielen bei Bohemia Poděbrady und wechselte im Alter von neun Jahren in die Juniorenabteilung von Slavia Prag. Bei Slavia durchlief er alle Jugendmannschaften, ehe er ab der Saison 2006/07 in der B-Mannschaft eingesetzt wurde, die in der ČFL spielte. Am 15. Oktober 2006 debütierte der zu diesem Zeitpunkt 18-jährige Dočkal beim 1:0-Auswärtserfolg gegen den SK Kladno in der Gambrinus Liga. Im weiteren Saisonverlauf kam der Mittelfeldspieler zu fünf weiteren Einsätzen in der höchsten tschechischen Spielklasse und erzielte am 27. November 2006 beim 4:2-Auswärtssieg über den FK Teplice sein erstes Tor im Profibereich. Für das B-Team traf er in insgesamt 18 Spielen fünf Mal.
Um mehr Spielpraxis zu bekommen, wurde Dočkal im Sommer 2007 an den Ligakonkurrenten SK Kladno ausgeliehen. In Kladno gehörte der Mittelfeldspieler sofort zum Stammpersonal und bestritt alle 14 Vorrundenspiele der Gambrinus-Liga-Saison 2007/08. Konstant gute Leistungen brachten ihm daraufhin den Wechsel von Abstiegskandidat Kladno zum Europapokal-Anwärter Slovan Liberec. Auch in Liberec eroberte sich Dočkal sofort einen Stammplatz. In der Saison 2008/09 stellte er seine Schussstärke unter Beweis und erzielte fünf Tore in 27 Begegnungen.  Im Juli 2010 wurde Dočkal für ein Jahr an den türkischen Erstligisten Konyaspor verliehen. Im August 2011 unterschrieb er einen dreieinhalb Jahres Vertrag bei Rosenborg Trondheim.

## Nationalmannschaft
Dočkal wurde 2003 zwei Mal in der tschechischen U-16-Auswahl eingesetzt, anschließend spielte er in den Jahren 2004 und 2005 für die U-17-Mannschaft. Von 2006 bis 2007 wurde der Verteidiger in der U-19 eingesetzt. Von 2007 bis 2011 kam Dočkal regelmäßig in der tschechischen U-21-Nationalmannschaft zum Einsatz.
Bei der Fußball-Europameisterschaft 2016 in Frankreich wurde er in das tschechische Aufgebot aufgenommen. Erst im dritten Spiel gegen die Türkei kam er zum Einsatz und als in der 65. Minute das 2:0 für den Gegner gefallen war, wurde er kurz darauf ausgewechselt. Es war das letzte Spiel des Teams bei der EM.